# Santa Cruz de los Cáñamos
Santa Cruz de los Cáñamos – gmina w Hiszpanii, w prowincji Ciudad Real, w Kastylii-La Mancha, o powierzchni 17,72 km². W 2011 roku gmina liczyła 593 mieszkańców.